# Autovía A-1
L'autovía A-1, chiamata anche Autovía del Norte (Autovía del Nord), è un'autostrada spagnola gratuita appartenente alla Rete di Strade dello Stato (Red de Carreteras del Estado) che unisce Madrid a San Sebastián via Burgos e Vitoria. È una delle sei autostrade gratuite radiali della Spagna che, partendo dalla capitale posta al centro della penisola, terminano ai confini del Paese. Corrisponde al tratto spagnolo dell'itinerario europeo E5 e, una volta completa, misurerà 454 km. Il tracciato dell'autostrada è in gran parte ultimato ad eccezione del tratto di circa 80 km tra Burgos e Miranda de Ebro. Si tratta di una delle vie di comunicazione più trafficate della Spagna poiché collega Madrid con il confine atlantico francese oltre che ad essere uno dei principali assi nord-sud del Paese. Attraversa quattro regioni spagnole: la regione di Madrid, la Castiglia e León, i Paesi Baschi e la Navarra.

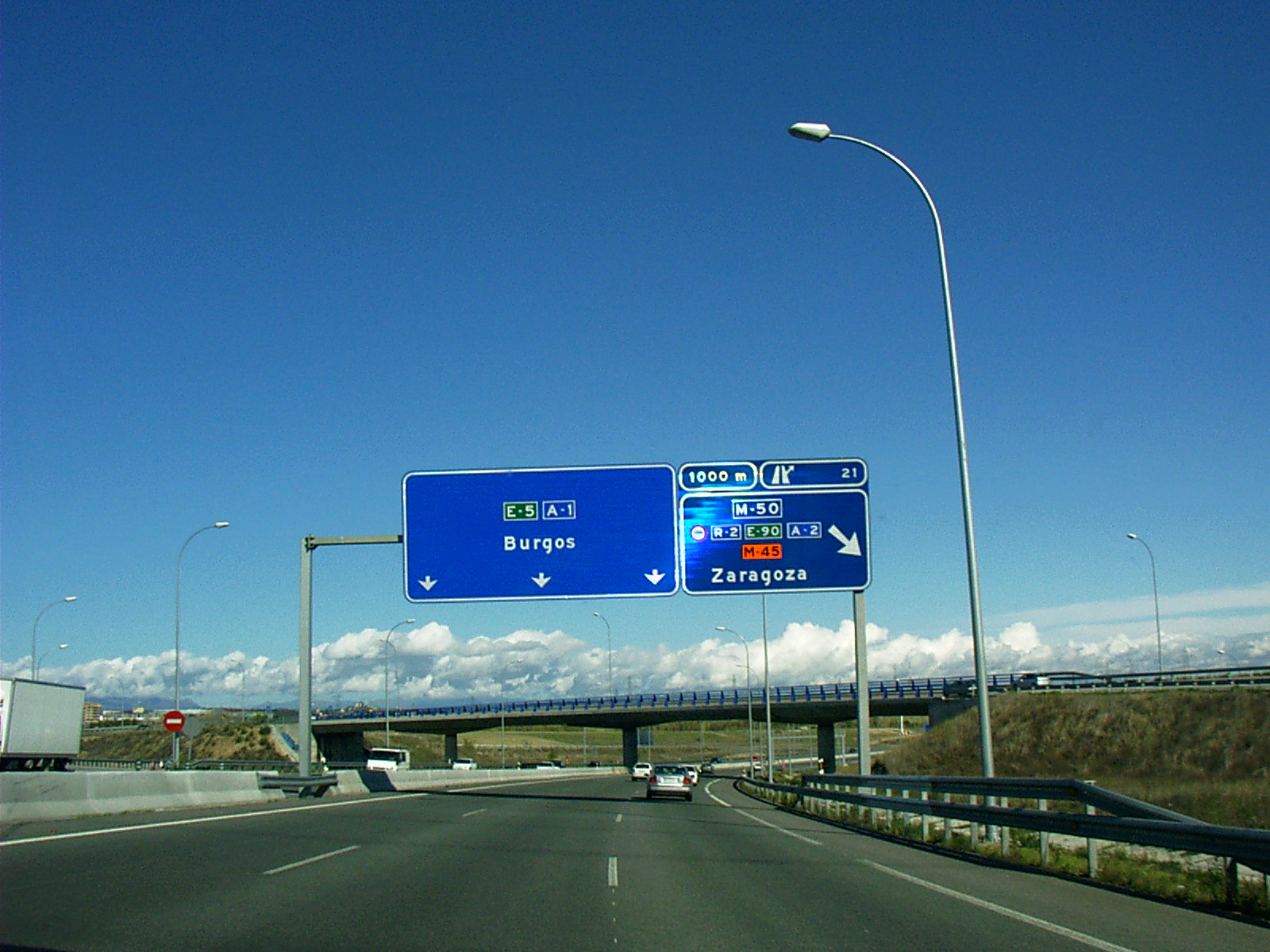
L'A-1 nei pressi di Alcobendas (Madrid)

## Storia
L'autovía A-1 nasce prevalentemente dal raddoppio della già esistente strada nazionale N-I anche se in alcuni tratti l'autostrada segue un tracciato diverso dalla nazionale, andando quindi ad affiancare quest'ultima. Nel 1968 venne aperto al traffico il primo tratto di N-I raddoppiato, di circa 25 km, che da Madrid raggiungeva San Agustín del Guadalix. Nei primi anni '90 venne aperta al traffico gran parte dell'autostrada e, in alcuni tratti, fu costruita la 3ª corsia. L'ultimo lotto inaugurato fu nel 2009 con l'apertura della variante di El Molar. Tra il 2010 e il 2012 vennero effettuati degli importanti lavori di ammodernamento in vari punti del tracciato con il rifacimento di alcuni svincoli e la modifica di alcune parti del percorso. Per l'ultimo tratto di autostrada mancate, tra Burgos e Miranda de Ebro, non è previsto né il raddoppio della strada nazionale N-I né la costruzione di un nuovo tracciato in quanto si è deciso che allo scadere del termine della concessione dell'AP-1, questo tratto diverrà gratuito cambiando quindi denominazione da AP-1 in A-1. Fino ad allora, per percorrere questo tratto, sarà necessario scegliere tra l'autostrada AP-1 (a pedaggio) o la strada nazionale N-I.

## Percorso
L'A-1 nasce dalla tangenziale interna M-30 di Madrid ed esce dalla capitale spagnola in direzione nord. Al km 153 passa per Aranda de Duero per poi giungere a Burgos al km 234. Qui l'autostrada s'interrompe per circa 80 km fino a Miranda de Ebro. Riprende quindi in direzione nord-ovest transitando per Vitoria (km 342) per poi giungere, attraverso verdi paesaggi di montagna, a San Sebastián dove termina immettendosi, al km 454, nell'AP-1.
Nel suo percorso incrocia:
- A Madrid: la M-30, la M-11, la M-40, la M-12 e la M-50;
- Ad Aranda de Duero: l'A-11 Autovía del Duero Soria-confine portoghese;
- A Burgos: la BU-30 e l'AP-1 Autopista del Norte Burgos-Eibar
- Ad Alsasua: l'A-10 Autovía de la Barranca Irurtzun-Alsasua.